# Karl Rinner
Karl Rinner (* 4. Oktober 1912 in Gratkorn, Steiermark; † 27. August 1991 in Graz) war ein österreichischer Geodät, Hochschullehrer in Berlin und Graz sowie Zivilingenieur.
Wegen seiner umfassenden Leistungen in der Photogrammetrie, Ingenieur- und Höheren Geodäsie erhielt er in Fachkreisen den Ehrentitel „Universalgeodät“.

## Lebenslauf

### Kindheit zwischen Kartenspiel, Kepler und Kunst
Geboren wurde Karl Rinner im Oktober 1912 als fünftes Kind des Bürgermeisters von Gratkorn (Steiermark), Hans Rinner und seiner Frau Maria. Die Vorfahren des Vaters waren Bauern und Gastwirte, die Mutter kam aus Wildon südlich von Graz.
Nach der Volksschule in Gratkorn kam Rinner an die Grazer Keplerschule, wo seine weite Interessensstreuung offenkundig wurde. Der Realschüler optimierte Eisenbahn-Fahrpläne für den Gebrauch seiner Mitschüler und beschäftigte sich mit Lesen und Malerei.
1928 starb der Vater, Rinner beteiligte sich in der Folge am Familienbetrieb und schloss 1930 die Mittelschule ab.

### Studium und frühe Berufstätigkeit
Im Herbst begann Rinner das Studium von Mathematik und Darstellende Geometrie an der Universität Graz und von Vermessungswesen an der TH. Diese Zeit prägte ihn später und trug zu seinem Interesse an Photogrammetrie bei. 1936 schloss er das TH-Studium ab, im selben Jahr folgte die Dissertation über die Wiener’sche Imaginärprojektion.
Wegen der in Österreich herrschenden Arbeitslosigkeit fand Rinner in Deutschland Arbeit. Im Landesvermessungsamt München wurde Rinner der Triangulierung zugeteilt, die ihn durch weite Teile Bayerns führte.
1938 heiratete er seine Verlobte Waltraud (Tochter von Graf Maldeghem bei Graz). Von Ansbach übersiedelten sie bald nach München, wo Rinner eine photogrammetrische Abteilung aufbaute.

### Sondereinsatz im Krieg, Tätigkeit in der Marine und Habilitation in Berlin
Rinner wurde 1939 zur speziellen Verwendung abkommandiert. Der zunächst freigestellte Zivilist erhielt eine Anfrage, bei der Marine eine Abteilung „Photogrammetrie und Vermessung“ aufzubauen und trat nach einer militärischen Grundausbildung die Aufgabe im Rang eines Kapitänleutnants an. Im Verlauf des Krieges stieg er zum Oberregierungsrat (Rang eines Fregattenkapitäns) auf.
In dieser Zeit wurde er an der TH Berlin-Charlottenburg habilitiert, hielt dort als Dozent Vorlesungen und erarbeitete die Grundlagen einer neuen Disziplin, der Meeresgeodäsie.

### Neubeginn in Graz
Zu Kriegsende konnte er nach Gratkorn zu seiner Familie zurückkehren (3 Söhne und 5 Töchter), erhielt aber in der britischen Besatzungszone aufgrund der Entnazifizierung erst 1948 volle Bewegungsfreiheit. Er arbeitete im Kataster und bei technischen Vermessungen. Seine zweite Habilitation erfolgte 1953 an der TH Graz und schließlich wurde er durch Vorträge, Reisen und Gastvorlesungen auch anderswo bekannt. 1957 wurde er als Direktor des Deutschen Geodätischen Forschungsinstituts nach München berufen.

### Professur in Graz und internationale Tätigkeit
Erst 1959 erfolgte Rinners Berufung zum o. Prof. – wohl wegen seiner belastenden Tätigkeiten im nationalsozialistischen Dritten Reich. Den Ruf an die TH Wien tauschte er jedoch mit jener Alois Barvirs an die TH Graz, sodass beide im eigenen Bundesland bleiben konnten.
Er begann spezielle Forschungen in der Photogrammetrie, der Messung von Erdgezeiten, der EDM-Distanzmessung und auch im neuesten Fach der Satellitengeodäsie. Neue Kontakte nach den USA und Kanada, nach Südamerika, Afrika, Japan sowie der DDR wurden aufgebaut – und internationale Anerkennung in Form von Leitungsfunktionen von Studiengruppen, in wissenschaftlichen Vereinigungen wie IAG und IUGG – und insgesamt 4 Ehrendoktorate.

## Wissenschaftliche Publikationen
Karl Rinner schrieb mehrere geodätische Lehrbücher und zwei Bücher des zwölfbändigen Standardwerks Handbuch der Vermessungskunde („Jordan-Eggert-Kneissl“) – nämlich Band VI (elektronische Distanzmessung) und IIIa (Photogrammetrie). Ferner verfasste er (häufig als Mitautor) zwischen 1936 und 1982 etwa 160 wissenschaftliche Publikationen. Sie entfallen hauptsächlich auf folgende Themenkreise:

### Landes- bis Ingenieurvermessung
- Landesvermessung: Triangulation über Ausgleichsrechnung und Matrizenrechnung bis zu den geodätischen Hauptaufgaben, der 3D-Geodäsie und verschiedenen Reduktions-Verfahren, Refraktion, Einrichtung des Rechenzentrums Graz und des EDM-Testnetzes Steiermark, vom DÖDOC und Europanetz bis Sibirien und die Volksrepublik China (Reise bereits 1972), Tunnelnetze, Aufsatzkreisel, Entwicklungstendenzen der Landesvermessung, Vektor Graz-Sopron, WEST-EAST Europanetz.
- Mathematische Kartografie: Reihenentwicklungen für die Bonne'sche Projektion und die Doppelprojektion (NL), dänisches Vermessungsnetz.
- Vermessungskunde: Absteckung, Polygonzug, Rückwärtsschnitt, Eichung Geodimeter und Tellurometer, Mikrowellen versus Laser, Medizin und Technik.
- Ingenieurgeodäsie: Absteckung von Brücken, Talsperren und Tunneln (z. B. TAL und Tauerntunnel, z. T. mit Günther Schelling), Grundlagen des Kataster, Ingenieurgeodäsie und Wirtschaft, Festpunkt-Feld Roggenstein.
- Photogrammetrie: Perspektive, Theorie der Orientierung, Gefährliche Örter, Funkmesstechnik, Affine Modelle, Luftbild-Messung, analytische Photogrammetrie, Bündelblock, Festschrift Willem Schermerhorn, Zwei-Medien-F.

### Meeres- und Höhere Geodäsie
- Navigation und Meeresgeodäsie: nautische und Küsten-Vermessung, Shoran und Hiran, erstes Symposium Meeresgeodäsie in Ohio, Dopplernavigation, Kreisel und Inertialnavigation.
- Satellitengeodäsie: SECOR, Methode Helmut Wolf, zu Satellitenkameras, Einrichtung der Fundamentalstation Graz-Lustbühel, Leitung und Übersichts-Berichte von Forschungsgruppen, Geodynamik.
- Höhere Geodäsie: Hochzieltriangulation, Reihen für Erdellipsoid, Erdgezeiten mit Horizontalpendel, Harmonische Analyse, 3D-Bogenschnitt und räumliche Drehstreckung, Astrogeoid (gesamt-österreichisches Projekt mit Kurt Bretterbauer und Wilhelm Embacher), Österreichs Beitrag zum IGP (globales Geophysik-Projekt 1978 zum Tiefbau der Erdkruste), Astrogeodäsie um Graz (mit Günter Chesi, Herbert Lichtenegger und Gottfried Gerstbach).

### Ehrungen, akademische und internationale Funktionen
- 1970–72 Rektor der Technischen Hochschule Graz
- 1972 Leitung der Kommission für Ausbildung der IAG
- 1974 Doktor-Ingenieur Ehren halber der Technischen Universität Darmstadt
- 1974 korrespondierendes Mitglied (1975 wirkliches Mitglied) der Österreichischen Akademie der Wissenschaften
- 1975–79 Präsident der Sektion I (Geodätische Netze) der IAG
- 1976 Ehrenmitglied der Ungarischen Akademie der Wissenschaften
- 1979 Präsident der Österreichischen Kommission für die Internationale Erdmessung (ÖKIE)
- 1980 Vorsitzender des Österreichischen Nationalkomitees für Geodäsie und Geophysik
- 1981 Doktor-Ingenieur Ehren halber der Universität Hannover
- 1984 Wilhelm-Exner-Medaille
- 1987 3. Vizepräsident der IAG
- Ehrenmitglied des Deutschen Vereins für Vermessungswesen (DVW)
- Ehrenring des Landes Steiermark

Im Jahre 1978 wurde Karl Rinner durch die Emeritierung von seinen Aufgaben an der TU Graz entbunden. Noch bis 1990/91 schrieb er Buchbesprechungen für Fachzeitschriften wie Österreichische Zeitschrift für Vermessungswesen (ÖZ, seit 1994 VGI – Österreichische Zeitschrift für Vermessung und Geoinformation) und ZfV.

## Würdigung
Als Würdigung seiner Verdienste verleiht die Österreichische Geodätische Kommission den Karl Rinner-Preis für internationalen Präsentationen und Publikationen junger österreichischer Wissenschaftler.
Seit Juni 1997 ist Rinner Namensgeber für den Rinner Trough, einen Tiefseegraben im antarktischen Weddell-Meer.
Am 29. Oktober 2012 fand in der Aula der TU Graz im Gedenken an Professor Rinner zum 100. Geburtstag ein Gedächtniskolloquium der Österreichischen Gesellschaft für Vermessung und Geoinformation mit Bernhard Hofmann-Wellenhof und den Professoren Holger Magel, Gottfried Konencny, Hans Sünkel und Fritz Brunner als Referenten statt.